# Oostervalge
Oostervalge is een buurtschap aan de oostzijde van Warffum in de gemeente Het Hogeland in de provincie Groningen.
Tegenwoordig valt het binnen de bebouwde kom van het dorp. Er is buiten de bebouwde kom een weg met dezelfde naam, de parallelweg van de provinciale weg naar Uithuizen. De weg gaat over in de Wadwerderweg.
Valge betekent 'akkerland' of 'es'. De Oostervalge was verdeeld in smalle percelen relatief hoog gelegen akkerland die door verschillende boeren werden gebruikt. 
Aan de westzijde van Warffum ligt Westervalge.